# Dendronephthya longispina
Dendronephthya longispina is een zachte koraalsoort uit de familie Nephtheidae. De koraalsoort komt uit het geslacht Dendronephthya. Dendronephthya longispina werd in 1909 voor het eerst wetenschappelijk beschreven door Henderson. 